# ناحیه فرانکلین، شهرستان کلار، میشیگان
ناحیه فرانکلین (به انگلیسی: Franklin Township) یک منطقهٔ مسکونی در ایالات متحده آمریکا است که در شهرستان کلیر، میشیگان واقع شده‌است.
 ناحیه فرانکلین ۹۱٫۹ کیلومتر مربع مساحت و ۸۲۵ نفر جمعیت دارد و ۳۴۷ متر بالاتر از سطح دریا واقع شده‌است.